# Manta (SeaWorld San Diego)
Manta in SeaWorld San Diego (San Diego, Kalifornien, USA) ist eine Stahlachterbahn vom Modell Launch Coaster des Herstellers Mack Rides, die am 26. Mai 2012 eröffnet wurde.
Auf der 853,4 m langen Strecke werden die Züge per LSM-Abschuss auf 69,2 km/h beschleunigt. Die Strecke erreicht eine Höhe von 9,1 m und besitzt eine 16,5 m hohe Abfahrt.
Aufgrund beschränkter Baugenehmigung, was die Höhe der Achterbahn angeht, durfte die Achterbahn nicht höher als 30 ft werden. Der Achterbahntyp entspricht dem des deutschen „Bruders“ Blue Fire Megacoaster im Europa-Park Rust. 
Eine Weltneuheit ist das Launch-Segment, welches sich am Anfang in einem 270°-Kino befindet. Man sieht, wie Mantas über die Köpfe schwimmen. Während des Videos bewegt sich der Zug langsam vor und zurück, bis er aus dem Tunnel katapultiert wird.  

## Züge
Manta besitzt Züge mit jeweils fünf Wagen. In jedem Wagen können vier Personen (zwei Reihen à zwei Personen) Platz nehmen.